# Jake Odorizzi
Jacob Todd "Jake" Odorizzi, född den 27 mars 1990 i Breese i Illinois, är en amerikansk professionell basebollspelare som spelar för Atlanta Braves i Major League Baseball (MLB). Odorizzi är högerhänt pitcher.
Odorizzi har tidigare spelat för Kansas City Royals (2012), Tampa Bay Rays (2013–2017), Minnesota Twins (2018–2020) och Houston Astros (2021–2022). Han har tagits ut till MLB:s all star-match en gång.
Odorizzi draftades av Milwaukee Brewers 2008 som 32:a spelare totalt direkt från high school. Efter att ha blivit trejdad debuterade han i MLB för Kansas City Royals den 23 september 2012.